# Ford Cougar (Europa)
Ford Cougar – samochód sportowy klasy średniej produkowany pod amerykańską marką Ford w latach 1998 - 2002.

## Historia i opis modelu

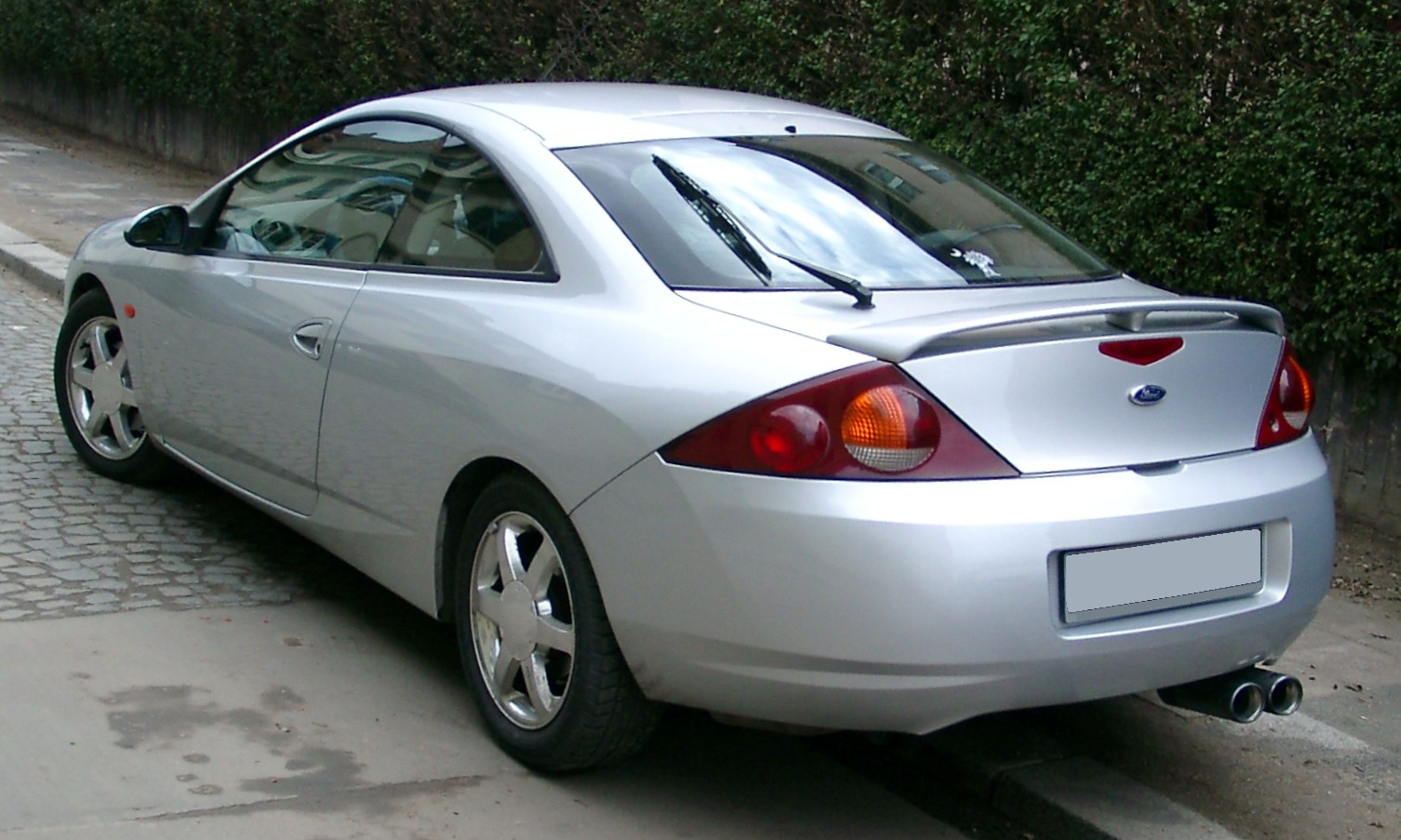
Ford Cougar - tył

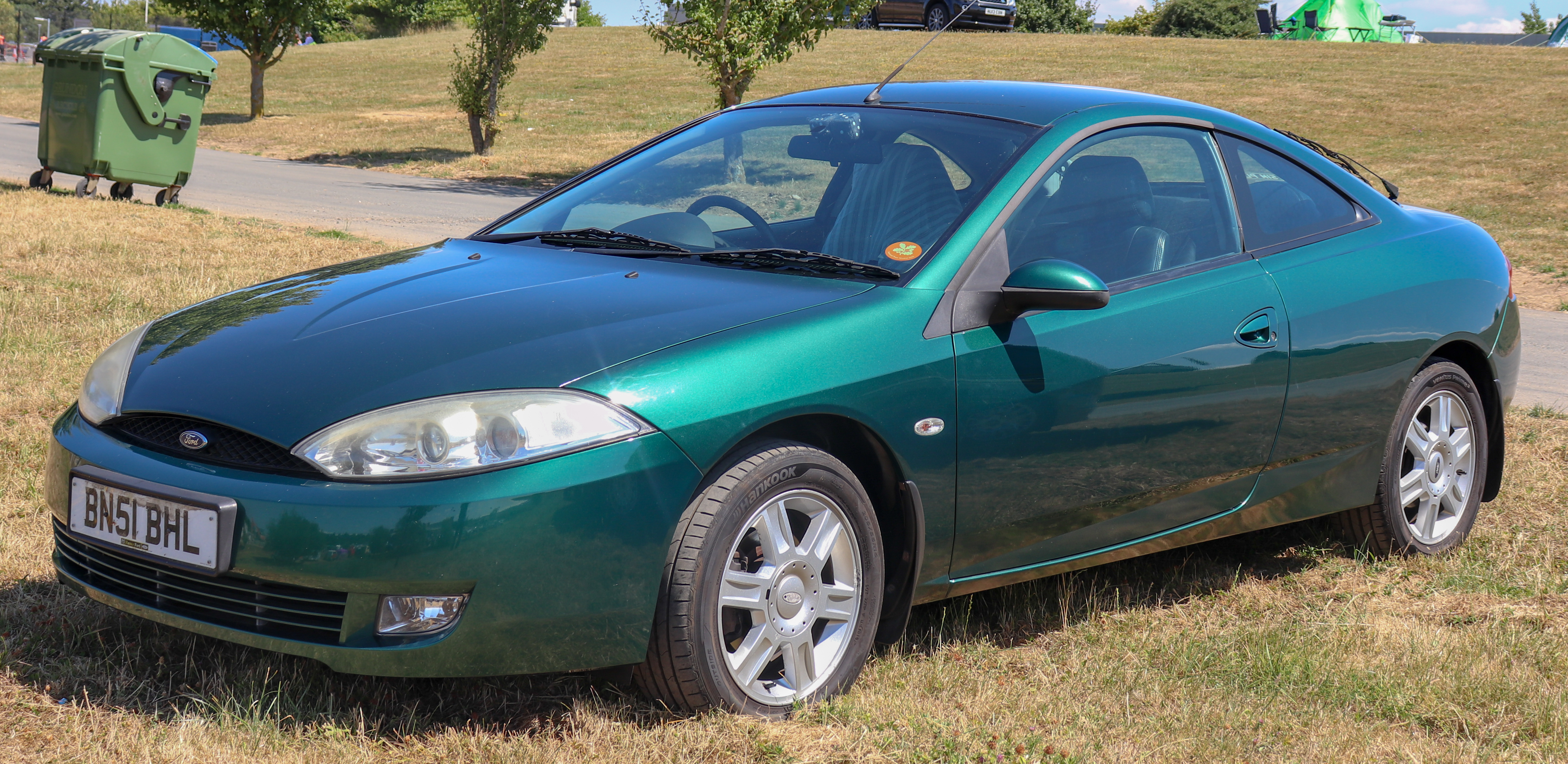
Ford Cougar po liftingu

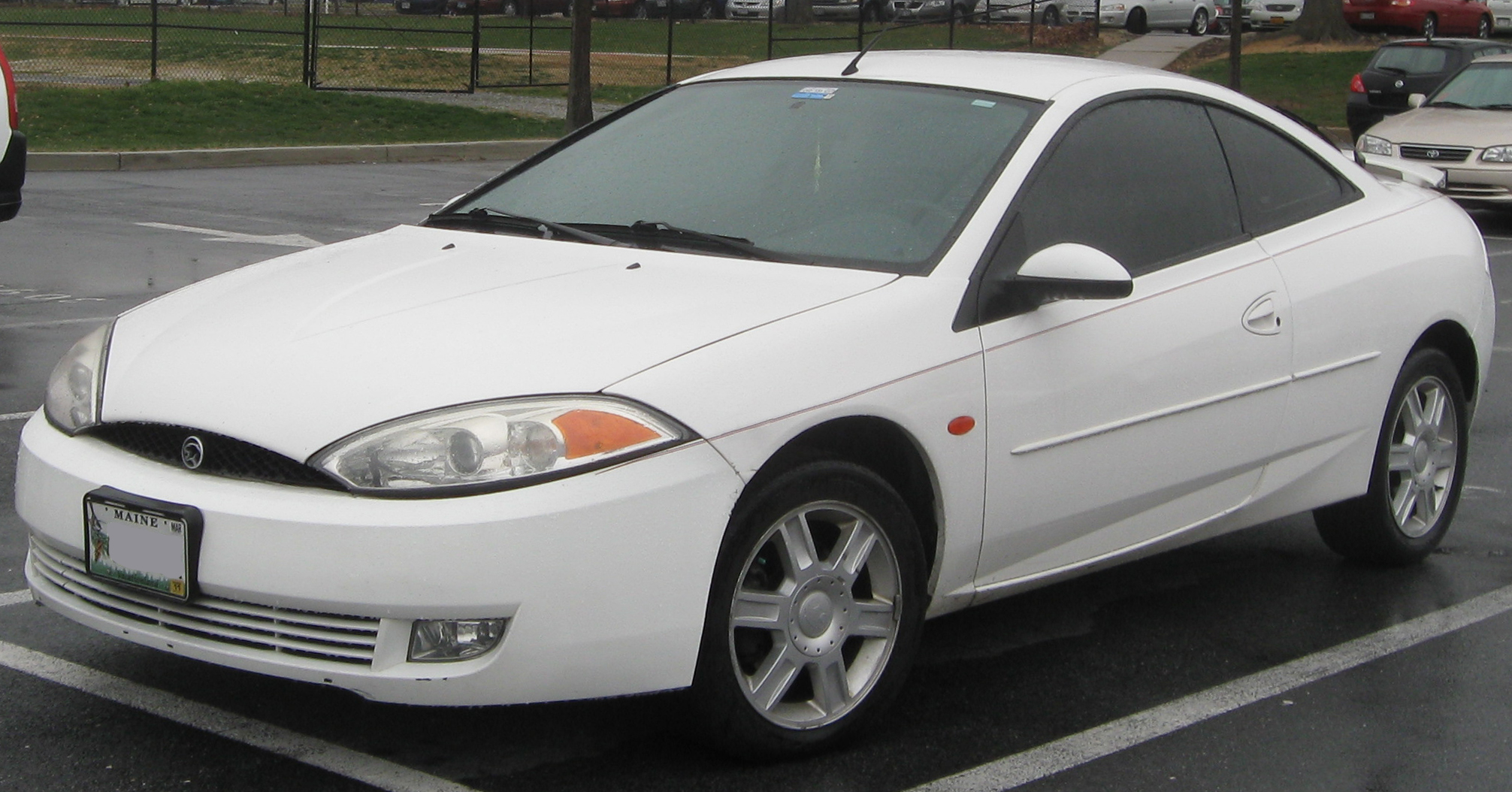
amerykański Mercury Cougar

Pod koniec lat 90. XX wieku, koncern Ford opracował nowy samochód sportowy klasy średniej zarówno z myślą o rynku północnoamerykańskim, jak i europejskim. W rodzimym regionie samochód uzupełnił ofertę marki Mercury jako ósma generacja wieloletniej linii modelowej Cougar, gdzie w pierwszej kolejności przedstawiono go w listopadzie 1998 roku. Europejska premiera, gdzie model zasilił ofertę Forda zastępując model Probe, miała miejsce w grudniu 1998 roku.
Dwudrzwiowe nadwozie typu coupé przystosowane do przewozu czterech osób zostało zaprojektowane w stylu New Edge. W ten sposób nadwozie, zdobiło wiele trójkątnych i ostrych akcentów. Mocno pochylona przednia szyba i opadający dach spowodowały ograniczenie ilości miejsca wewnątrz samochodu, szczególnie na tylnej kanapie.
Pod względem technicznym (płyta podłogowa, elementy zawieszenia i silniki), Cougar opierał się na Fordzie Mondeo (z Mondeo pochodziło 70% podzespołów i części), głównie na usportowionej wersji ST200. W sprzedaży znajdowały się dwa silniki, Zetec o pojemności 2,0 l i mocy maksymalnej 130 KM oraz Duratec 2,5 l V6 o mocy 170 KM. 

### Lifting
Pod koniec 2000 roku Ford Cougar przeszedł modernizację. Zmiane wizualne objęły zarówno wygląd pojazdu na zewnątrz, jak i wewnątrz. Zmieniony został pas przedni oraz reflektory oraz przedni zderzak wraz z halogenami i atrapą. Wnętrze pojazdu zostało wyposażone w nowe fotele (zmieniony kształt), inny materiał tapicerki, kierownicę, obudowę zegarów wraz z dzielonym podłokietnikiem.
Wielu elementom tapicerki i konsoli zmieniono kolorystykę: panele drzwi, konsola środkowa, zegary, pokrętła, nawiewy. Modele napędzane jednostką w układzie V otrzymały również odświeżoną wersję silnika, którego pojemność została zredukowana z 2544 cm³ na 2495 cm³. Zmodyfikowany został blok oraz odpowiednio głowice, skąd wyeliminowano błąd konstrukcyjny kanałów wodnych, elementy rozrządu, układ dolotowy i układ paliwowy.

### Końcowy etap produkcji
Wraz z liftingiem próbując podnieść zainteresowanie modelem Ford przygotował kilka edycji specjalnych modelu, które różniły się głównie detalami: limitowany lakier, dodatki wnętrza, czy akcesoria karoserii. W Europie pojawiła się wyłącznie wersja Futura  (wykończenia foteli, czujniki parkowania i detale) dostępna jednakże tylko z dwulitrową jednostką napędową.
Ford Cougar nie odniósł sukcesu w Europie, ani spodziewanego w Stanach Zjednoczonych, stąd też produkcję zakończono już po czterech latach ze względu na wysokie koszty produkcyjne.

### Silniki
Ford Cougar był dostępny tylko z silnikami benzynowymi o pojemności 2,0 i 2,5 litra. 
Montaż silnika: z przodu, poprzecznie. Układ cylindrów: rzędowy w 2,0 litrowym silniku oraz widlasty w 2,5 litrowym silniku. 
| Silnik:                               | Układ zasilania:           | Średnica cylindra: | Skok tłoka: | Stopień kompresji: | Skrzynia biegów: | Moc maksymalna: | Maks. moment obrotowy: | Przyśpieszenie (0-100 km/h): | Prędkość maks. (V-max): |
| ------------------------------------- | -------------------------- | ------------------ | ----------- | ------------------ | ---------------- | --------------- | ---------------------- | ---------------------------- | ----------------------- |
| R4 2,0 l (1988 cm³), 16V, DOHC        | wtrysk wielopunktowy (MPI) | 84,8 mm            | 88 mm       | 10:1               | MTX-75           | 131 KM (96 kW)  | 176 N•m                | 10,3 s                       | 209 km/h                |
| R4 2,0 l (1988 cm³), 16V, DOHC        | wtrysk wielopunktowy (MPI) | 84,8 mm            | 88 mm       | 10:1               | CD4E             | 131 KM (96 kW)  | 176 N•m                | 12,2 s                       | 195 km/h                |
| R4 2,0 l (1988 cm³), 16V, DOHC, VCT   | wtrysk wielopunktowy (MPI) | 84,8 mm            | 88 mm       | 9,6:1              | MTX-75           | 126 KM (94 kW)  | 177 N•m                | 10,0 s                       | 210 km/h                |
| V6 2,5 l (2544 cm³), 24V, DOHC        | wtrysk wielopunktowy (MPI) | 82,4 mm            | 79,5 mm     | 9,7:1              | MTX-75           | 170 KM (125 kW) | 220 N•m                | 8,6 s                        | 225 km/h                |
| V6 2,5 l (2544 cm³), 24V, DOHC        | wtrysk wielopunktowy (MPI) | 82,4 mm            | 79,5 mm     | 9,7:1              | CD4E             | 170 KM (125 kW) | 220 N•m                | 10,4 s                       | 206 km/h                |
| V6 2,5 l (2495 cm³), 24V, DOHC, ST200 | wtrysk wielopunktowy (MPI) | 81,6 mm            | 79,5 mm     | 10,3:1             | MTX-75           | 205 KM (151 kW) | 234 N•m                | 7,8 s                        | 230 km/h                |